# 長谷川裕見子
長谷川 裕見子（はせがわ ゆみこ、本名；船越 琴子、1924年12月8日 - 2010年7月27日）は、日本の女優。夫は船越英二。息子は船越英一郎、娘は平野洋子。叔父は長谷川一夫。東京都出身。

## 来歴・人物
1924年、飯島まつの次女として誕生。旧制・白百合高等女学校（現・白百合女子大学）を卒業した。祖父・飯島次郎は建設業で名をなした。
長谷川一夫の姪にあたり、長谷川が主宰した劇団・映画会社新演伎座に所属した。映画デビュー作は長谷川主演、大曾根辰夫監督の「遊侠の群れ」（1948年）。
1950年代から1960年代にかけ、東映の時代劇映画で活躍。
1958年1月13日、第2回日本映画見本市に出席のため、城戸四郎（松竹社長）、白川由美、宇治みさ子らと共にアメリカ合衆国のニューヨークへ出発。同年2月8日、日本に帰国。当時はまだ海外渡航自由化の前で、大変貴重なニューヨーク訪問となった。同年、俳優の船越英二と結婚、1960年に長男で俳優の英一郎を出産。
女優としての最後の出演作品は、親友であった石井ふく子プロデュースによる東芝日曜劇場「一つだけのいのち」（1974年10月20日放送）であった。その後は神奈川県足柄下郡湯河原町で長女（英一郎の妹）とともに旅館を経営していたが、長女には先立たれてしまった。
他に一般男性の次男もいる。
2010年7月27日午前4時44分、転移性肺癌のため湯河原町の病院で死去した。85歳没。墓所は新宿区正受院。

## 主な出演作品

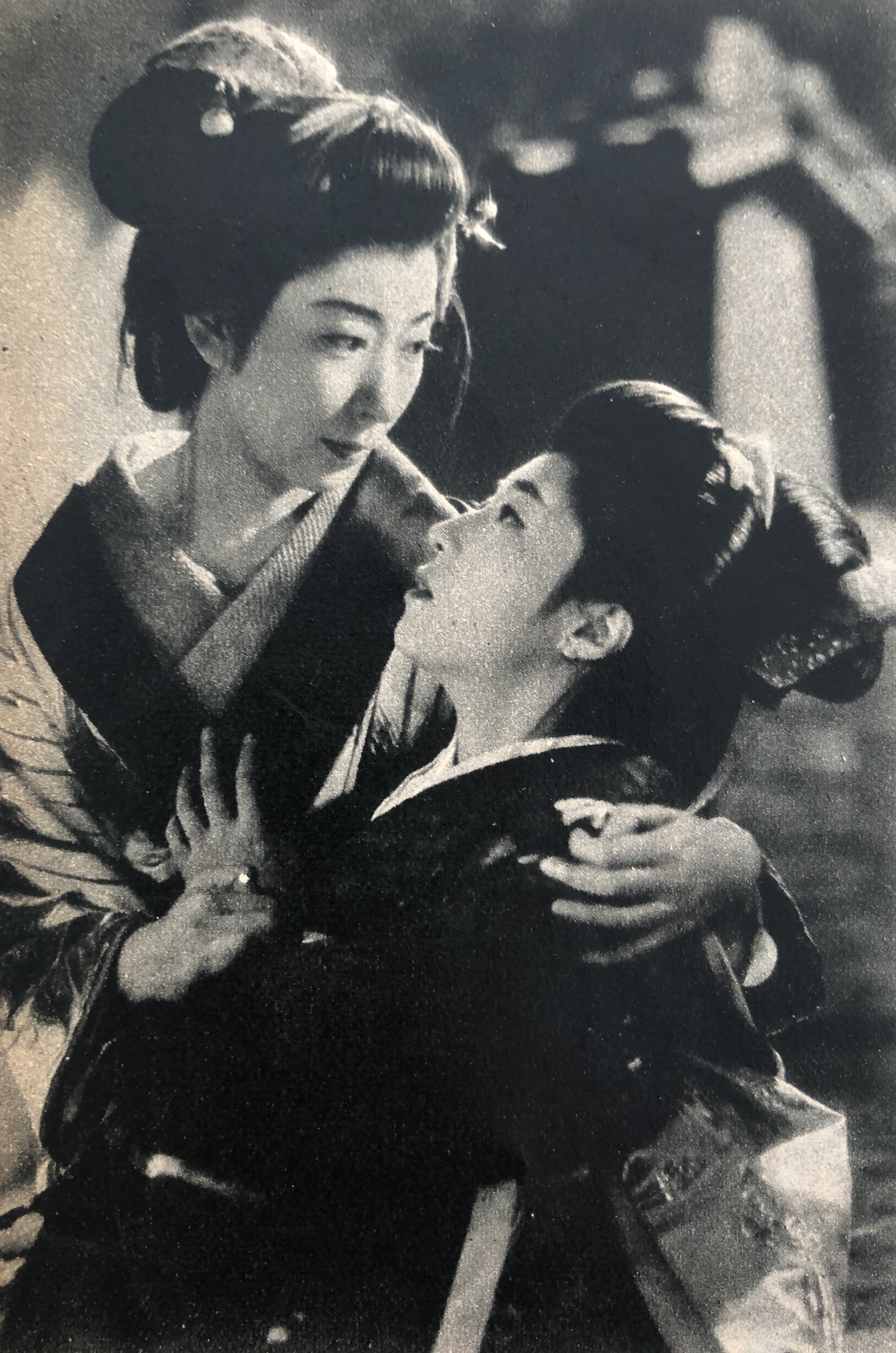
『隠密若衆』（1955年）。花柳小菊と長谷川裕見子

### 映画
- 遊侠の群れ（1948年、松竹）
- 傷だらけの男（1950年、東日興業・新演伎座）
- 源氏物語（1951年、大映）
- 関八州勢揃い（1954年、新東宝）
- 隠密若衆（1955年、新東宝）
- 牢獄の花嫁（1955年、東映）
- 御存じ快傑黒頭巾 神出鬼没（1956年、東映）
- 鳳城の花嫁（1956年、東映）- おきぬ 役
- 水戸黄門（1957年、東映京都） - お縫 役
- 大菩薩峠（1957年、東映）- お豊・お浜 役
- 大菩薩峠 第二部（1958年、東映）- お豊 役
- 丹下左膳（1958年、東映）
- 風と女と旅鴉（1958年、東映）- おちか 役
- 旗本退屈男（1958年、東映）
- 国定忠治（1958年、東映）
- 大菩薩峠 完結篇（1959年、東映）- お浜 役
- 新吾十番勝負（1959年 - 1960年、東映）
- 赤穂浪士（1961年、東映）
- 新選組血風録 近藤勇（1963年、東映）
- 新吾番外勝負（1964年、東映）

### テレビドラマ
- 東芝日曜劇場・女と味噌汁（1965年6月20日、TBS） - 桐谷錦子 役
- 渥美清の泣いてたまるか 第25話「お家が欲しいの」（1966年、TBS）
- 肝っ玉かあさん（第1シリーズのみの出演、1968年4月 - 11月、TBS） - 堀川とみ 役
- 東芝日曜劇場・カミさんと私（1959年 - 1972年、TBS）
- 東芝日曜劇場・一つだけのいのち（1974年、TBS） 佐久間良子主演、石井ふく子プロデュース

## 註
1. ↑  長谷川裕見子 コトバンク 新撰 芸能人物事典 明治～平成 2018年7月9日閲覧。
2. ↑  長谷川一夫の後妻・繁の次姉まつが裕見子の母。2013年2月4日NHK総合ファミリーヒストリーによる。
3. ↑  #外部リンク、「長谷川裕見子」、日本映画データベース、2009年11月18日閲覧。
4. ↑  「映画渡世・地の巻 - マキノ雅弘自伝」には「傷だらけの男」でデビューとあるが誤りである。「映画渡世・地の巻 - マキノ雅弘自伝」、マキノ雅弘、平凡社、1977年、p.225.
5. ↑  “女優、長谷川裕見子さんが死去　片岡千恵蔵らの相手役、船越英一郎さんの母”. MSN産経ニュース. (2010年7月27日).  オリジナルの2010年7月30日時点におけるアーカイブ。 2022年10月31日閲覧。
6. ↑  “元女優の長谷川裕見子さんが死去”.   日本経済新聞 (2010年7月27日). 2020年7月27日閲覧。